# Grégory Arnolin
Grégory Arnolin (Livry-Gargan, 10 november 1980) is een Frans-Martinikaans voetballer die bij voorkeur als verdediger speelt. Sinds 2015 speelt hij in bij Atlético Clube de Portugal.

## Interlandcarrière
In juni 2013 werd Arnolin voor het eerst opgeroepen voor het Martinikaans voetbalelftal. Hij maakte zijn debuut in de openingswedstrijd van de CONCACAF Gold Cup 2013 tegen Canada.
| Interlands van Grégory Arnolin voor Martinique | Interlands van Grégory Arnolin voor Martinique | Interlands van Grégory Arnolin voor Martinique | Interlands van Grégory Arnolin voor Martinique | Interlands van Grégory Arnolin voor Martinique | Interlands van Grégory Arnolin voor Martinique |
| №                                              | Datum                                          | Wedstrijd                                      | Uitslag                                        | Soort wedstrijd                                | Doelpunten                                     |
| Als speler bij Sporting Gijón                  | Als speler bij Sporting Gijón                  | Als speler bij Sporting Gijón                  | Als speler bij Sporting Gijón                  | Als speler bij Sporting Gijón                  | Als speler bij Sporting Gijón                  |
| ---------------------------------------------- | ---------------------------------------------- | ---------------------------------------------- | ---------------------------------------------- | ---------------------------------------------- | ---------------------------------------------- |
| 1.                                             | 7 juli 2013                                    | Canada – Martinique                            | 0 – 1                                          | CONCACAF Gold Cup 2013                         | 0                                              |
| 2.                                             | 12 juli 2013                                   | Panama – Martinique                            | 1 – 0                                          | CONCACAF Gold Cup 2013                         | 0                                              |
| 3.                                             | 15 juli 2013                                   | Martinique – Mexico                            | 1 – 3                                          | CONCACAF Gold Cup 2013                         | 0                                              |